# Si Suthammaracha
Re Si Suthammaracha, in lingua thai: พระศรีสุธรรมราชา (trascrizione RTGS: Phra Si Sutthammaracha, il cui nome regale fu Sanphet VII, in thai: สมเด็จพระสรรเพชญ์ที่ 7 (RTGS: Somdet Phra Sanphet Ti Chet) (Ayutthaya, ... – Ayutthaya, 27 ottobre 1656), è stato il 27º sovrano del Regno di Ayutthaya, fondato nel 1350 da Ramathibodi I nei territori dell'odierna Thailandia.

## Biografia

### Regno del fratello Prasat Thong
Fu lo zio e successore di re Chai, nonché fratello minore di re Prasat Thong, il quale nel 1629 aveva usurpato il trono di Ayutthaya ed era stato il capo-stipite della dinastia che porta il suo nome. Il XVII secolo fu un periodo di grande splendore per Ayutthaya, e durante il regno di Prasat Thong fu rinnovata e ampliata la già fitta rete di commerci soprattutto con Cina, India, Persia e, in misura minore, con il Giappone. Il re si avvalse in questo campo della collaborazione con la Compagnia olandese delle Indie orientali, che compensò il deterioramento dei rapporti con i britannici e i portoghesi avvenuto negli anni precedenti e garantì anche appoggio militare.
Secondo un'antica tradizione del regno, alla morte del re il trono passava al figlio maggiore o al fratello più anziano rimasto in vita. Nelle successioni dei sovrani di Ayutthaya del XVII e XVIII secolo, frequenti furono i casi in cui il figlio e il fratello del re si contesero il trono con atti sanguinari.
Alcune fonti sostengono che Prasat Thong volesse come successore sul trono uno dei propri figli e che dal 1644 avesse confinato il fratello Si Suthammaracha e i nobili della sua cerchia a Phitsanulok per impedirgli di prendere il potere con un colpo di Stato. Un'altra fonte riporta che Si Suthammaracha fosse invece stato nominato da Prasat Thong suo successore con il titolo di uparat e che si aspettasse quindi di diventare re.

### Breve regno del nipote Chai
Secondo lo storico David K. Wyatt, il principe Chai era salito al trono alla morte del padre Prasat Thong nell'agosto 1656, impadronendosi del palazzo reale alla guida dei propri soldati, e regnò per pochi giorni, anche se fonti legate alla monarchia siamese sostengono che fosse invece rimasto sul trono per nove mesi, mentre una delle Cronache di Ayutthaya riporta come la sua destituzione fosse avvenuta dopo un solo giorno.

### Ascesa al trono
Chai fu assassinato con un complotto organizzato dai suoi successori, lo zio Si Suthammaracha e il fratello minore Narai, i quali occuparono il palazzo reale con le loro truppe e lo catturarono. Come molti altri re e membri della casa reale di Ayutthaya, Chai fu portato e assassinato al Wat Khok Phraya, alla periferia nord della capitale. Secondo questa antica tradizione, i membri della famiglia reale non potevano essere toccati e il loro sangue non poteva essere versato, di conseguenza venivano messi in un sacco di velluto e bastonati a morte con legno di sandalo. Assieme a Chai furono uccisi quasi tutti i nobili della sua corte che gli erano fedeli. Gli succedette sul trono Si Suthammaracha con il nome regale Sanphet VII e nominò uparat l'altro nipote Narai che lo aveva aiutato a destituire e sopprimere Chai.

### Morte e successione
Secondo fonti difficilmente verificabili, poco dopo la sua ascesa al trono Si Suthammaracha insidiò la nipote Phra Ratcha Kanlayani, sorella minore di Chai e Narai, la quale riuscì a fuggire e informò il fratello dell'accaduto. Narai si infuriò, radunò le proprie guardie ed attaccò il palazzo reale. Al termine di una cruenta battaglia, Si Suthammaracha rimase ferito ma riuscì a mettersi in salvo nel Palazzo Dietro, la residenza del viceré. Subì la stessa sorte di Chai, fu inseguito, catturato e bastonato a morte il 27 ottobre del 1656 nel Wat Khok Phraya. Anche nel suo caso i nobili che lo appoggiarono furono quasi tutti uccisi. Wyatt sostiene che tra l'ascesa al trono di Chai e quella di Narai fossero passate circa 10 settimane. Il regno di Narai durò invece a lungo, fino al 1688, e corrispose a uno dei periodi di maggior splendore nella storia del Siam.